# Norman K. Ferguson
Norman K. Ferguson (* 2. Mai 1901 in St. Esprit, Nova Scotia; † 24. August 1987 in Hanover, Maine) war ein US-amerikanischer Politiker, der von 1969 bis 1974 Maine State Treasurer war.

## Leben
Norman K. Ferguson wurde in St. Esprit, Nova Scotia geboren.
Er übte eine Vielzahl unterschiedlicher Berufe aus, arbeitete als Chauffeur, Bauarbeiter, Versicherungsagent und als Arbeiter in der Oxford Paper Company in Rumford. Als Mitglied der Republikanischen Partei wurde er 1952 und 1954 in das Repräsentantenhaus von Maine gewählt und im Anschluss für vier Amtszeiten in den Senat von Maine. Auch sein Sohn Norman K. Fergusson jr. war Senator von Maine. Maine State Treasurer war er von 1969 bis 1974 und von 1951 bis 1984 Selectman der Town of Hanover. Er war Delegierter zur Republican National Convention aus Maine in den Jahren 1960 und 1972.
Ferguson heiratete 1932 Hazel Merrill und hatte mit ihr einen Sohn und vier Töchter. Er starb im Jahr 1987. Sein Grab befindet sich auf dem Hanover Cemetery in Hanover.